# Ва-банк 2
«Ва-банк 2, или Ответный удар» (пол. Vabank II czyli riposta) — криминальная комедия Юлиуша Махульского 1984 года; сиквел его дебютного фильма «Ва-банк».

## Сюжет
Май 1936 года, тюрьма Сикава под Варшавой. Уже полтора года Густав Крамер сидит там за грабёж собственного банка, на самом деле организованный и осуществлённый его бывшим сообщником «медвежатником» Хенриком Квинто.
Апелляция, которую через своего адвоката подавал Крамер, отклонена.
Подробности этого дела становятся известными мелкому мошеннику Эдеку Штыцу, который в этой тюрьме, одновременно с Крамером, отбывает последние дни своего срока. За освобождение Штыц требует половину денег с банковского счёта Крамера в Цюрихе. Крамер ставит условие — не только вытащить его из тюрьмы, но и переправить в Швейцарию.
С помощью своей сестры и её мужа Штыц организовывает побег Крамера, но тот вдруг заявляет, что в Швейцарию не поедет, пока не отомстит Квинто. Штыц безуспешно пытается отговорить его.
Крамер укрывается в доме своего бывшего секретаря Ставиского и нанимает профессионального убийцу Тедляржа для расправы с Квинто. Но тот, почуяв неладное, обманывает киллера и скрывается.
Недовольный примитивными методами Крамера и желая поскорее покинуть Польшу, Штыц берёт дело в свои руки. Он посылает Тедляржа к Датчанину, который стал владельцем киностудии, с тем, чтобы тот ранил его: расчёт делается на дружеские чувства Квинто, который обязательно навестит друга в больнице. Но счастливый случай помогает Хенрику избежать расправы и на этот раз.
Убедившись, что Крамер не отступится от своего намерения, Квинто принимает контрмеры. Братья Мокс и Нута подключаются к телефону в доме Ставиского, и компаньоны узнают, что Крамер, после совершения мести, при помощи всё той же сестры Штыца и её знакомого, некоего Одерматта, хочет перебраться в Цюрих.
Тем временем Штыц решает заманить Квинто в ловушку, используя его репутацию бывшего медвежатника. В подвале дома Ставиского устанавливают сейф. Штыц приезжает в школу, где учится маленькая Юстыся, падчерица Квинто, которую он удочерил, женившись на вдове своего друга Тадеуша Марте, и похищает девочку. Крамер по телефону сообщает Квинто, что Юстыся находится в доме Ставиского, куда Квинто придётся прийти, чтобы освободить ребёнка.
Квинто появляется на вилле Ставиского и узнаёт, что девочка заперта в сейфе, откуда ему предстоит её освободить. Открыв сейф, Квинто отправляет Юстысю к своим друзьям, ожидающим её в машине. Самого Квинто закрывают в подвале возле раскрытого сейфа, и Ставиский сообщает в полицию о том, что известный медвежатник пойман с поличным.
Квинто, обнаружив канистру с бензином, взрывает решётку, закрывающую выход из подвала. Взрыв приводит к пожару в доме Ставиского. При взрыве погибает спустившийся в подвал Тедлярж, и Квинто, оставив свой медальон на трупе, инсценирует свою смерть. Полиция приходит к выводу, что Квинто погиб при попытке бегства с места преступления.
Штыц и Крамер, посетив инсценированные похороны Квинто, направляются в сторону польско-германской границы, однако вынуждены объехать ремонтируемый участок дороги. У Крамера возникают проблемы с немецкими пограничниками, которые за взятку в 2000 долларов всё же отпускают путешественников. В условленном месте они находят швейцарский самолёт, на котором должны лететь в Цюрих. Доставив пассажиров на место, лётчик берёт с них ещё 3000 долларов, якобы недоплаченные Одерматтом.
Авантюристы оказываются, как они думают, в Швейцарии, на вилле Одерматта. Накачавшись спиртным, Крамер и Штыц засыпают. В похмельном бреду Крамеру мерещится призрак Квинто, который требует подписать все чеки в чековой книжке, что Крамер и выполняет, толком не соображая, что делает.
На следующее утро Штыц, проснувшись от собачьего лая, видит полицейских и убегает из дома через окно. На ближайшей дороге он обнаруживает указатели с названиями польских городов. Путешествие в Швейцарию оказалось всего лишь загородной поездкой. Крамер, проснувшись на «вилле Одерматта», обнаруживает себя прикованным наручниками к начальнику тюрьмы, из которой он сбежал.
В этом и заключалась одна часть замысла Квинто: с помощью актёров и реквизита киностудии Датчанина заставить мошенников поверить в реальность путешествия в Швейцарию, не дав им при этом покинуть пределы Польши.
Квинто с Датчанином обналичивают в швейцарском банке чековую книжку Крамера. А Крамер, водворённый обратно в тюрьму, получает посылку из Швейцарии — коробку лучшего швейцарского шоколада. Ему становится ясно, что Квинто снова его одурачил.

## В ролях
| Актёр                 | Роль                                  |
| --------------------- | ------------------------------------- |
| Ян Махульский         | Хенрик Квинто                         |
| Леонард Петрашак      | Густав Крамер                         |
| Витольд Пыркош        | «Датчанин»                            |
| Бронислав Вроцлавский | Эдек Штыц, мелкий жулик               |
| Эва Шикульская        | Марта, жена Квинто                    |
| Аня Гузек             | Юстыся, дочь Марты и падчерица Квинто |
| Марек Вальчевский     | Твардиевич, начальник тюрьмы          |
| Беата Тышкевич        | лжеграфиня Жвирская                   |
| Яцек Хмельник         | Мокс                                  |
| Кшиштоф Кершновский   | Нута                                  |
| Эльжбета Зайонцувна   | Наталья                               |
| Збигнев Гейгер        | Ставиский                             |
| Юзеф Яворский         | Тедлярж                               |
| Рышард Котыс          | Мельский                              |
| Ежи Матула            | Януш, кинорежиссёр                    |
| Юзеф Пара             | комиссар Пшигода                      |
| Тео Блом              | Одерматт                              |
| Михал Павлицкий       | Франтишек Жвирский                    |
| Гжегож Хероминьский   | помощник Пшигоды                      |
| Веслав Веремейчик     | шофёр                                 |
| Тадеуш Богуцкий       | адвокат Крамера                       |
| Марек Кемпиньский     | Малиновский, помощник Твардиевича     |
| Чеслав Пшибыла        | тюремщик                              |
| Влодзимеж Мусял       | Адам Шпульский «Шпуля»                |

## Награды
- 1985 — премия зрителей на Национальном кинофестивале в Гданьске